# Quedlinburg
Quedlinburg város Németországban, Szász-Anhalt szövetségi államban található.

### Fekvése
Quedlinburg a Harzvorland északi részén fekszik 123 méter magasan. A város nagyobbik része a Bode-folyótól nyugatra fekszik.

## Városrészei
- Quedlinburg
- Münchenhof (4 km északfele)
- Gersdorfer Burg (3 km délkeletfele)
- Morgenrot (4 km keletfele)
- Quarmbeck (4 km délfele)
- Gernrode
- Bad Suderode

## Éghajlata

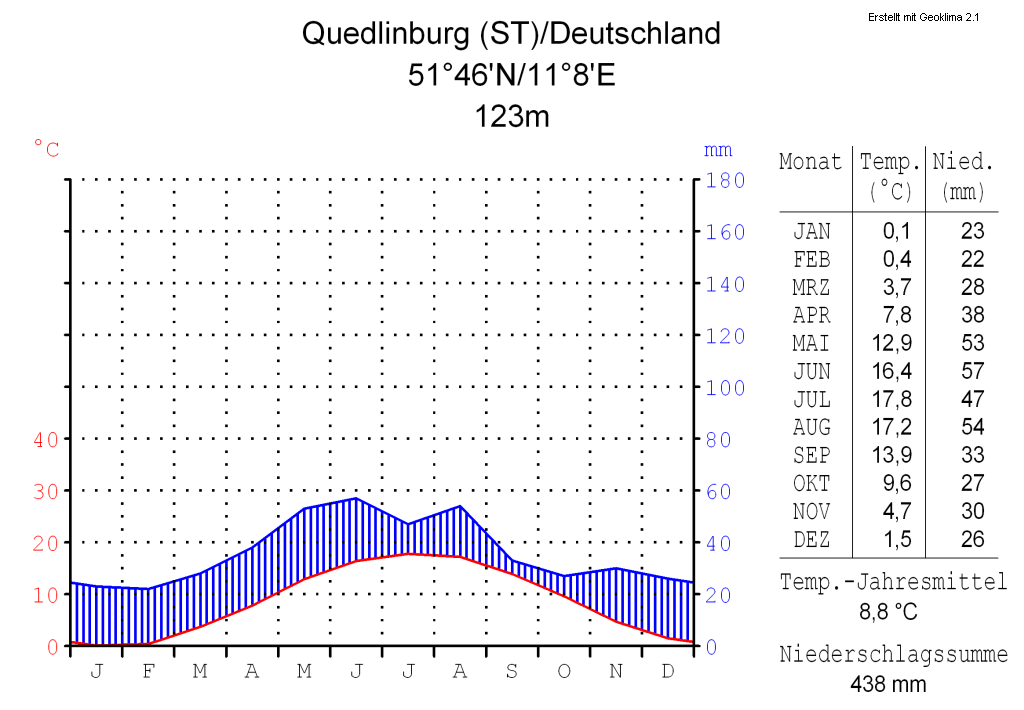
Klímadiagramm

A városban az évi középhőmérséklet 8,8 °C. A legmelegebb hónapok a július és az augusztus (17,5 °C), a leghidegebb hónapok a január és a február (0,2 °C). A legtöbb csapadék júniusban esik (57 mm), míg februárban nem éri el a 23 mm-t.

## Címere és zászlaja
Quedlinburg címere egy arany színű pajzs, amelyen egy jobbra forduló fekete sas áll. A sas lábai pirosak. A mellkasán egy piros pajzs található, amelyen egy ezüst színű vár áll. A sas először 1460-ban szerepelt a címeren.
A zászló színei fekete-sárga.

## Története
Az első telepesek a kőkorban érkeztek ide. 2005-ben két kilométerre a várostól északnyugatra egy őskori temetőt találtak.
A 8. század végén említenek településeket először a források a város környékéről: Marsleben, Groß Orden, Ballersleben, Ditfurt és Weddersleben.
A város neve először I. Henrik német király egyik okmányában szerepelt: villa quae dicitur Quitilingaburg. Ez az okmány 922. április 22-én kelt. I. Henriket ide temették 936-ban.
937-ben itt osztották fel az országot 2 érsekségre és 8 püspökségre. Nagy Ottót megkoronázzák itt és 973-ban is itt temetik el. 941-ben gyilkossági kísérletet követtek el ellene. 966-ban Ottó lánya, Matild lett a város hercegnője. Két évvel később 968. március 14-én meghalt a nagyanyja és I. Henrik mellé temették.
III. Ottót a városban nevelte nagybátyja Civakodó Henrik.
994-ben III. Ottó vásártartási, pénzverési és vámbeszedési jogokat adományozott az apátságnak, ahol nagynénje, Mathilde is élt.

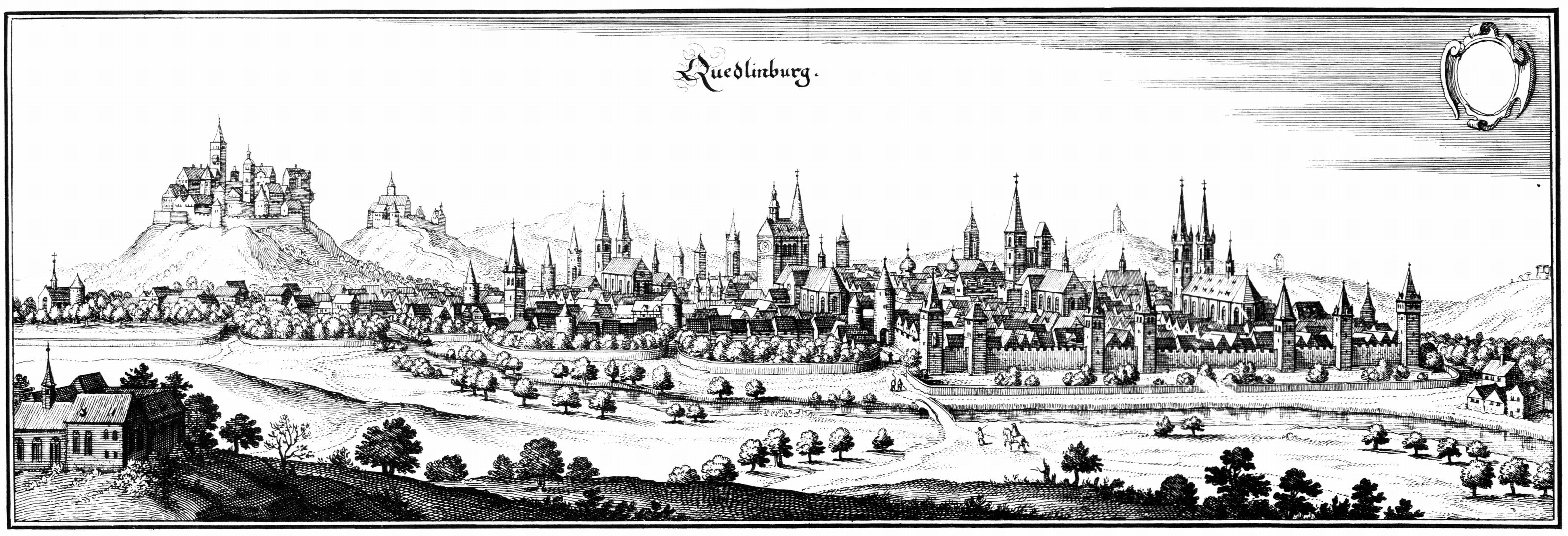
Quedlinburg 1647-ben

A következő 4 évszázadban Quedlinburg gazdasága virágzott. 1336-ban konfliktus támadt a gróf és a püspök között.
A 18. és 19. század folyamán ismét virágzásnak indult a város. A cukorgyártás lett a legfontosabb ágazat. A legelső gyárat 1834-ben Christian Hanewald gróf alapította.
1815 és 1938 között Quedlinburg helyőrségi város volt.
Az első világháború alatt 17 ezer háborús fogoly dolgozott a gazdaságban, ugyanis a várostól északkeletre egy fogolytábor működött. Ezt a tábort 1914 szeptemberében építették és orosz hadifoglyokat tartottak itt. 1922-ben bontották el. Ekkor ünnepelte a város 1000 éves fennállását.
1926-ban árvíz pusztított a városban. Az összes híd és több út is megrongálódott.
A náci uralom alatt 1936-ban megemlékeztek I. Henrik király haláláról. Heinrich Himmler magát a király reinkarnációjának képzelte. A templomot és a kriptát az SS elfoglalta. Minden év július 2-án a propaganda miatt megemlékeztek a halott király maradványai mellett.
A kristályéjszaka után a bolttulajdonos Sommerfeld megmutatta a kirakatban a náciknak az első világháborúban szerzett vaskeresztjét, ill. egy szöveget helyezett ki: "A haza elismerése neked!". Ezzel tiltakozott az éjszaka elkövetett betörés ellen. Nem sokkal később elkezdődött a zsidók megpróbáltatásainak az időszaka.

## Politika

### Polgármesterek
| - 1800–1837 Johann August Donndorf - 1838–1848 Wilhelm Ferdinand Schiller - 1848–1859 Georg Drönewolf - 1860–1890 Gustav Brecht, - 1890–1895 Gustav Brecht - 1891–1918 Wilhelm Severin - 1895–1924 Ernst Bansi - 1918–1945 Hermann Boisly - 1924–1933 Rudolf Drache - 1933–1934 Adolf Sperling - 1934–1945 Karl Selig - 1945 Robert Dietzel - 1945 Falz - 1945 Hans Simmon | - 1945 Hermann Boisly - 1945 Egon Mahlow - 1946 Kietz Fritz, - 1946–1950 Heinz Jäger - 1951 Gerhard Enger - 1952–1956 Arno Böhme - 1955–1984 Erwin Prezewowski - 1956–1960 Edgar Dietzel - 1960–1963 Großmann, Walter - 1963–1982 Edgar Dietzel - 1982–1990 Rainhard Lukowitz - 1990–1994 Rudolf Röhricht - 1994–2001 Rudolf Röhricht - 2001-2015 Eberhard Brecht - 2015 óta Frank Ruch |

### Városi tanács

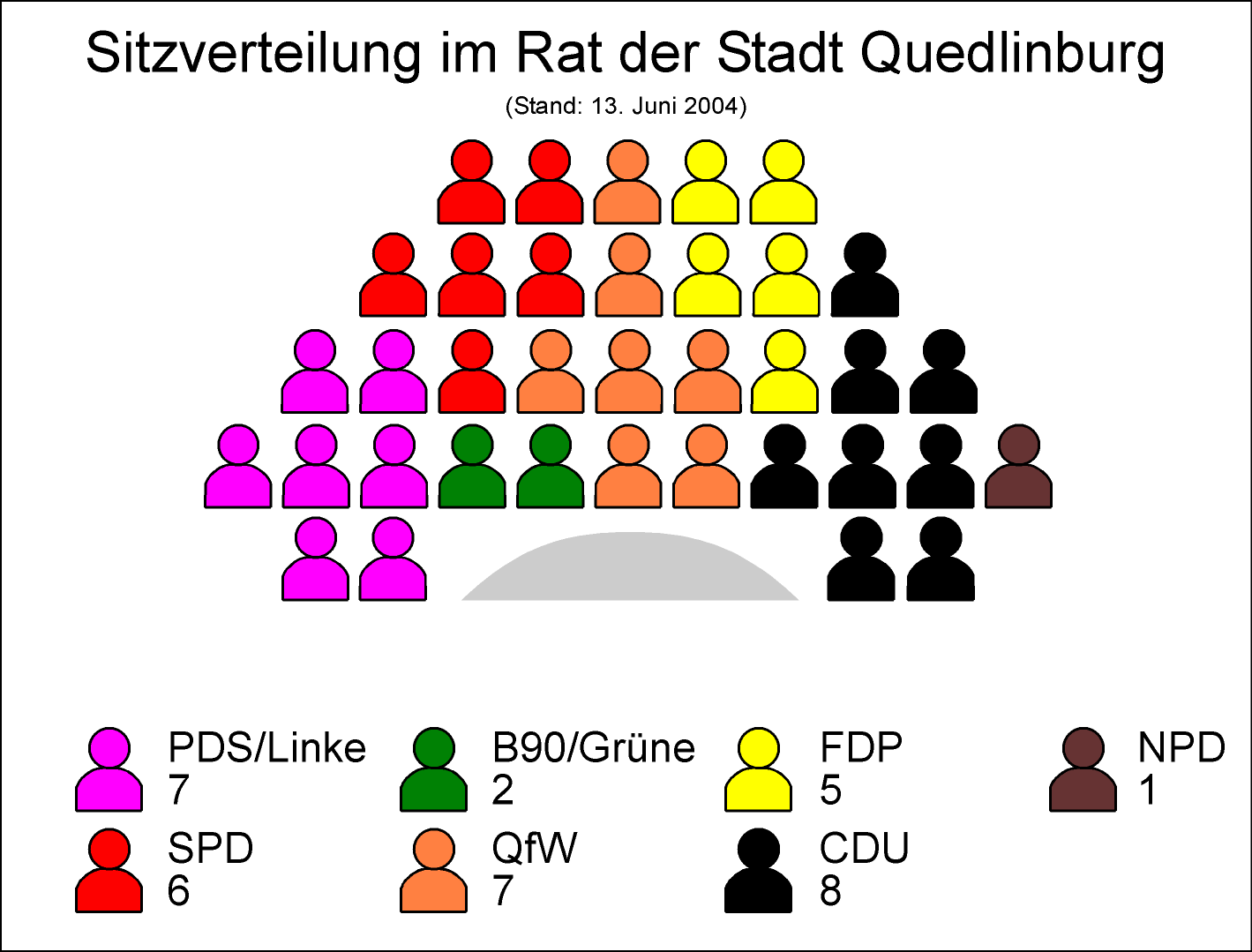
Quedlinburgi városi tanács összetétele

A városi tanács a 13. században csak 12 főből állt, később viszont megemelték 36 főre.
A várost 2 polgármester irányította, amelyek az ó és az újvárosból kerültek ki. A 19. századig 3 óvárosi és 3 újvárosi polgármester váltotta egymást.
A városi tanácsot 5 évre választják. 2001. május 6-án 56,6%-ban Eberhard Brechtet választották meg a város első emberévé.
Az legutolsó választás 2004. június 13-án volt. A Kereszténydemokraták (CDU) 8 helyet, a szociáldemokraták 6 helyet, A balosok 7 helyet, a Quedlinburgi Szabad Választóközösség 6 helyet, a Német Szabaddemokrata Párt 5 helyet, a Szövetség ’90/Zöldek 2 helyet és a Nemzeti demokraták 1 helyet szereztek a tanácsban.

## Vallás
Quedlinburgban 5 protestáns közösség él. A város lakosságának 15-20%-a az evangélikus egyház tagja, 5%-a a katolikus egyházé. További keresztény közösségek: Ádventisták, baptisták, újapostolok közössége és ókatolikusok.

## Egészségügy
A Dorothea Christiane Erxleben klinika a város keleti részében található. Az 1907-ben épített kórház az 1990-es években gyakorlókórházzá lett átépítve. 481 állandó és 50 mozgatható ágy található itt. Évente a kórházban 20 ezer járó és 20 ezer fekvőbeteget látnak el.

## Lakosság
Quedlinburgban hosszú ideig a lakosság száma 8000 és 10000 között mozog. Az 1950-es években az iparosodásnak köszönhetően 35000 fő körül mozgott a lakosság.
| Év   | Lakosság |
| ---- | -------- |
| 1786 | 8 382    |
| 1807 | 10 476   |
| 1820 | 11 507   |
| 1830 | 12 001   |
| 1840 | 13 431   |
| 1852 | 13 886   |
| 1861 | 14 835   |
| 1871 | 16 800   |
| 1880 | 18 437   |
| 1890 | 20 761   |

| Év                | Lakosság |
| ----------------- | -------- |
| 1900              | 23 378   |
| 1910              | 27 233   |
| 1919              | 28 190   |
| 1939. május 17.   | 30 320   |
| 1946. október 29. | 35 142   |
| 1950              | 35 555   |
| 1955              | 33 125   |
| 1960              | 30 965   |
| 1965              | 30 840   |
| 1970              | 30 829   |

| Év                | Lakosság |
| ----------------- | -------- |
| 1975              | 29 711   |
| 1980              | 28 585   |
| 1985              | 29 394   |
| 1988              | 28 790   |
| 1990. október 10. | 28 663   |
| 1992              | 27 242   |
| 1993              | 26 853   |
| 1994              | 26 181   |
| 1995              | 25 844   |
| 1998              | 24 776   |

| Év   | Lakosság |
| ---- | -------- |
| 1999 | 24 559   |
| 2000 | 24 114   |
| 2001 | 23 901   |
| 2002 | 23 620   |
| 2003 | 23 216   |
| 2004 | 22 842   |
| 2005 | 22 607   |
| 2006 | 22 185   |

### Lakosságelőrejelzés
A demográfiai visszaesés közel 14%-os lesz.
| Dátum    | 2003   | 2005   | 2010   | 2015   | 2020   |
| -------- | ------ | ------ | ------ | ------ | ------ |
| Lakosság | 23 216 | 22 631 | 21 447 | 20 627 | 19 935 |

### Korösszetétel
2005. december 31-i korösszetétel.
| Korosztály  | 0 - 16 | 16 - 18 | 18 - 25 | 25 - 35 | 35 - 45 | 45 - 60 | 69 év felett | Összesen |
| ----------- | ------ | ------- | ------- | ------- | ------- | ------- | ------------ | -------- |
| Lakosság    | 2 657  | 603     | 2 052   | 2 366   | 3 454   | 4 850   | 6 625        | 22 607   |
| Százalékban | 11,8   | 2,7     | 9,1     | 10,5    | 15,3    | 21,5    | 29,3         | 100,0    |

## Közlekedés

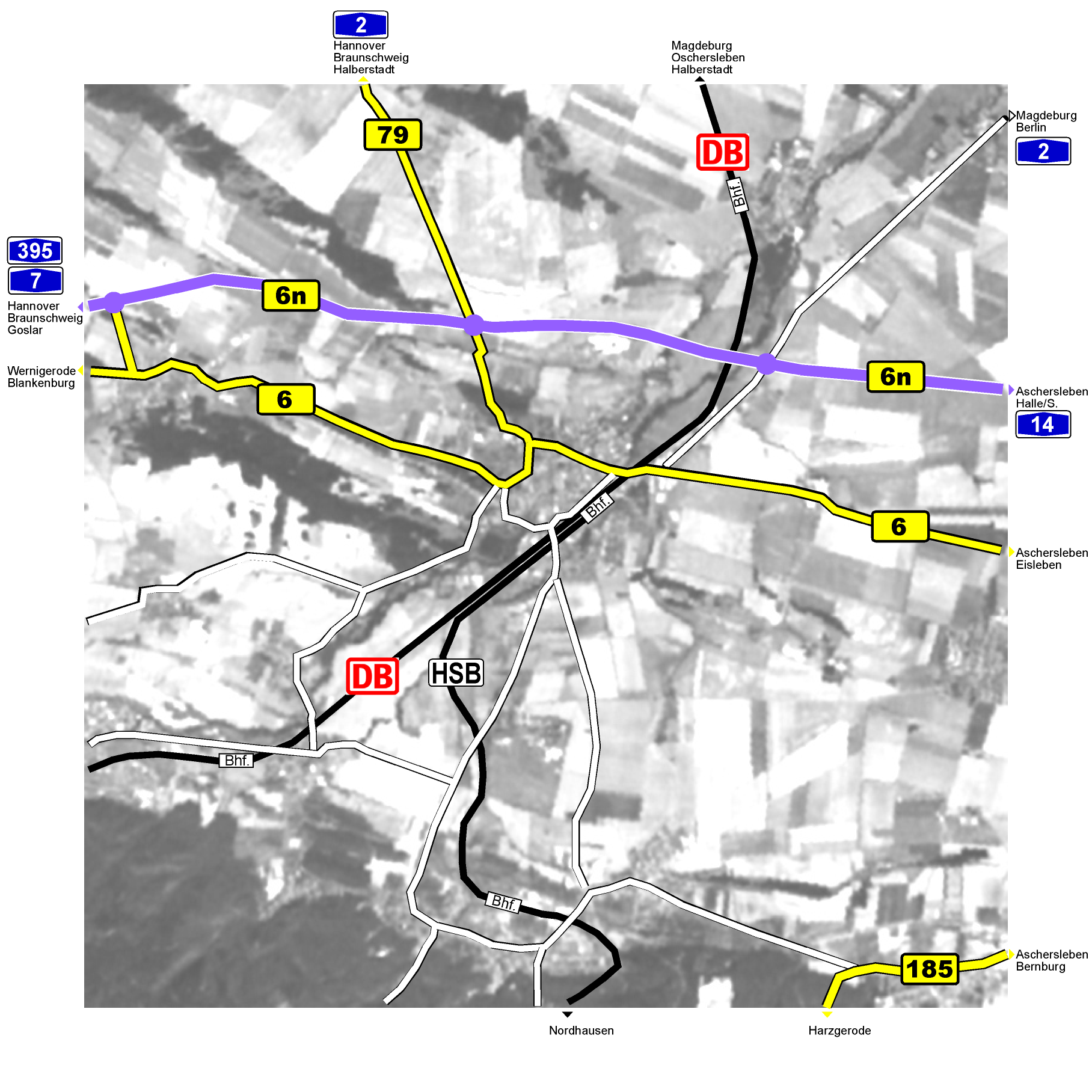
Quedlinburg közlekedése

### Autópályák
A város a 79-es és a 6-os közlekedési folyosó csomópontjában található. Jelenleg építik a B 6n-es közlekedési folyosót. Az A 14-es autópálya 40 km-re keletre, az A 395-ös autópálya 44 km-re nyugatra, az A 2-es autópálya 50 kilométerre északra és az A 7-es autópálya 75 km-re nyugra található a várostól.

### Vasút
1863-ban építették fel a város vasútállomását. 2006-ban adták át a Quedlinburg és Gernrode közötti vonalat.
Qeudlinburgból indul a Harz-Berlin-expressz és a Harz-Elba-expressz is.

### Légi közlekedés
Az 1920-as években a várostól két kilométerre délre egy repteret építettek, amit az 1930-as években katonai célokra használtak. Az NDK alatt orosz katonai bázis volt.
2006. szeptember 1-jén nyitották meg a Magdeburg-Cochstedt repteret, amely a várostól 22 km-re északkeletre található. További repterek találhatók a várostól 90 km-re délkeletre (Lipcse/Halle Reptér), ill. 120 km-re északnyugatra (Hannover Reptér).

## Turizmus
A turizmus Quedlinburg húzóágazata. A városban 20 panzió, 18 hotel és 1 ifjúsági szállás található. Az itt töltött éjszakák száma szezontól függ; főleg húsvétkor, karácsonykor ill. a nyári időszakban keresik fel Quedlinburgot.
1994 óta a város déli részén egy turistaösvényt építettek ki, amely a Romanik-utca elnevezést kapta. Ezen az utcán több emlékmű található.

## Média
A városban jelenik meg a Mitteldeutsche Zeitung. Ezenkívül a SuperSonntag, a Wochenspiegel és a Harzer Kreisblatt is helyi újság.
A városban működik a Mitteldeutsche Rundfunk (MDR) rádióadó. A helyi televíziótársaság neve: Regionalfernsehens Harz (RFH).

## Filmművészet
A városban forgattak ill. a városról több filmet és készítettek.
- 1938: Spiel im Sommerwind, Rendező: Roger von Norman
- 1954: NDK: Pole Poppenspäler, NSZK: Dorf in der Heimat, rendező: Arthur Pohl
- 1960: Fünf Patronenhülsen Rendező: Frank Beyer
- 1971: Polizeiruf 110
- 1972: Nicht schummeln, Liebling! Rendező: Joachim Hasler
- 1974: Nagy Kázmér (a kastély udvarán forgattak)
- 1979: Schneeweißchen und Rosenrot, Rendező: Siegfried Hartmann
- 1992: Wunderjahre, Rendező: Arend Agthe
- 2000: Bilderbuch Deutschland, Rendező: Carla Hicks
- 2003: Pfarrer Braun Rendező: Sherry Hormann
- 2006: 7 kecske – Az erdő nem elég Rendező: Sven Unterwaldt

## A város szülöttei
- Paul vom Rode(1489-1563) reformátor
- Johann Cogeler (1525-1605) teológus
- Andreas von Rauchbar (1559-1602) jogtudós
- Johann Gerhard (1582-1637) teológus
- Wilhelm Homberg (1652-1715) természetkutató
- Dorothea Erxleben (1715-1762), az első német orvosnő
- Johann Heinrich Rolle (1716-1785) zenetanár
- Friedrich Gottlieb Klopstock (1724-1803) költő
- Johann Christian Erxleben (1744-1777) tudós
- Johann Christoph Friedrich GutsMuths (1759-1839), a német gimnasztika apja
- Johann Christian Friedrich Tuch (1806-1867) orientalista
- Heinrich Sattler (1811-1891) publicista
- Julius Wolff (1824-1910) író, költő, díszpolgár
- Dr. Gustav Brecht (1830-1905) díszpolgár
- Robert Bosse (1832-1901) porosz kultúrminiszter
- Albert Becker (1834-1899) zeneszerző
- Gustav Albert Schwalbe (1844-1916) orvos
- Erich Kux (1882-1977) festő
- Karl Selig (* 1889) NSDAP-képviselő
- Georg Ay (* 1900) NSDAP-képviselő
- Fritz Graßhoff (1913-1997) festő, költő
- Wolfgang Junker (1929-1990), az NDK-ban építésügyi miniszter
- Volker von Törne (1934-1980) író
- Hedda von Wedel (* 1942) politikus
- Regina Ziegler (* 1944) filmproducer
- Andreas Franz (* 1954) krímiíró
- Leander Haußmann (* 1959) rendező
- Petrik Sander (* 1960) labdarúgó-edző
- Matthias Baader Holst (1962-1990) író
- Petra Müller (* 1965) atléta
- Dagmar Hase (* 1969) úszó
- Marco Gebhardt (* 1972) labdarúgó

## Testvértelepülések
- Franciaország Aulnoye-Aymeries (1961)
- Németország Herford (1991)
- Németország Celle (1991)
- Németország Hameln (1991)
- Németország Hannoversch Münden (1991)